# Nâu sẫm
 #3D2B1F 
Màu nâu sẫm (bistre) là màu của chất màu thông thường được tìm thấy ở nhọ nồi hay bồ hóng.
Đôi khi người ta không thể phân biệt được màu này với màu đen (black).

## Sử dụng
- Nhọ nồi hay bồ hóng đôi khi được sử dụng như một loại mực để vẽ.

## Tọa độ màu
```
Số Hex
 = #3D2B1F

RGB
    (r, g, b)    =  (61, 43, 31)

CMYK
   (c, m, y, k) =  (0, 30, 49, 76)

HSV
 (h, s, v) =  (24, 49, 24)
```